# Julián Alfaro Gaete
Julian Israel Alfaro Gaete (Quinta Normal, Santiago, 2 de septiembre de 2001) es un futbolista chileno que juega de delantero actualmente en Everton de la Primera División de Chile. Ha sido internacional con la Selección de fútbol sub-20 de Chile.

## Trayectoria
A los 4 años comenzó a practicar fútbol, cuando fue ingresado a una Escuela de fútbol ubicada en Quinta Normal por su abuela. A los 8 años se integró a las divisiones inferiores de Universidad de Chile, donde fue goleador en todas las series. Sin cabida en el primer equipo, donde sólo obtuvo citaciones a partidos bajo la dirección de Frank Darío Kudelka, en julio de 2019 llega cedido a Magallanes. 
En 2022, es adquirido por el conjunto carabalero. El 3 de diciembre de 2024 es presentado como nuevo refuerzo de Universidad de Chile, regresando al club laico. Tras no lograr regularidad con el equipo azul, en julio de 2025 es anunciada su cesión a Everton por el resto de la temporada 2025.

## Selección nacional

### Selecciones menores
Fue convocado por el entrenador Eduardo Berizzo para ser parte de la sub-23, para participar en los Juegos Panamericanos de 2023.

#### Participaciones en Juegos
| Competición               | Sede     | Resultado        | Partidos | Goles | Asist. |
| ------------------------- | -------- | ---------------- | -------- | ----- | ------ |
| Juegos Panamericanos 2023 | Santiago | Medalla de plata | 1        | 1     | 1      |

#### Detalles de partidos
| Partidos internacionales con Selección Chilena Sub-23 | Partidos internacionales con Selección Chilena Sub-23 | Partidos internacionales con Selección Chilena Sub-23 | Partidos internacionales con Selección Chilena Sub-23 | Partidos internacionales con Selección Chilena Sub-23 | Partidos internacionales con Selección Chilena Sub-23 | Partidos internacionales con Selección Chilena Sub-23 | Partidos internacionales con Selección Chilena Sub-23 | Partidos internacionales con Selección Chilena Sub-23 |
| N.º                                                   | Fecha                                                 | Estadio                                               | Local                                                 | Resultado                                             | Visitante                                             | Goles                                                 | Asist.                                                | Competición                                           |
| ----------------------------------------------------- | ----------------------------------------------------- | ----------------------------------------------------- | ----------------------------------------------------- | ----------------------------------------------------- | ----------------------------------------------------- | ----------------------------------------------------- | ----------------------------------------------------- | ----------------------------------------------------- |
| 1                                                     | 29 de octubre de 2023                                 | Estadio Sausalito, Viña del Mar, Chile                | Chile                                                 | 5-0                                                   | República Dominicana                                  | 1                                                     | 1                                                     | Juegos Panamericanos 2023                             |
| Total                                                 | Total                                                 | Total                                                 | Presencias                                            | 1                                                     | Goles                                                 | 1                                                     | 1                                                     |                                                       |

## Estadísticas
| Club               | Div.       | Temporada  | Liga  | Liga  | Copas nacionales | Copas nacionales | Torneos internacionales | Torneos internacionales | Total | Total |
| Club               | Div.       | Temporada  | Part. | Goles | Part.            | Goles            | Part.                   | Goles                   | Part. | Goles |
| ------------------ | ---------- | ---------- | ----- | ----- | ---------------- | ---------------- | ----------------------- | ----------------------- | ----- | ----- |
| Magallanes · Chile | 2.ª        | 2019       | 8     | 0     | —                | —                | —                       | —                       | 8     | 0     |
| Magallanes · Chile | 2.ª        | 2020       | 15    | 2     | —                | —                | —                       | —                       | 15    | 2     |
| Magallanes · Chile | 2.ª        | 2021       | 25    | 4     | 4                | 0                | —                       | —                       | 29    | 4     |
| Magallanes · Chile | 2.ª        | 2022       | 28    | 6     | 8                | 1                | —                       | —                       | 36    | 7     |
| Magallanes · Chile | 1.ª        | 2023       | 5     | 1     | 1                | 0                | 2                       | 1                       | 8     | 2     |
| Magallanes · Chile | Total club | Total club | 81    | 13    | 13               | 1                | 2                       | 1                       | 96    | 15    |
| Total club         | Total club | Total club | 81    | 13    | 13               | 1                | 2                       | 1                       | 96    | 15    |
| 1. 2. 3.           |            |            |       |       |                  |                  |                         |                         |       |       |

## Palmarés

### Campeonatos nacionales
| Título             | Club       | País  | Año  |
| ------------------ | ---------- | ----- | ---- |
| Primera B          | Magallanes | Chile | 2022 |
| Copa Chile         | Magallanes | Chile | 2022 |
| Supercopa de Chile | Magallanes | Chile | 2023 |